# Rheumatobates tenuipes
Rheumatobates tenuipes är en insektsart som beskrevs av Frederik Vilhelm August Meinert 1895. Rheumatobates tenuipes ingår i släktet Rheumatobates och familjen skräddare. Inga underarter finns listade i Catalogue of Life.